# Bierfeld
Bierfeld ist ein Ortsteil und Gemeindebezirk der Gemeinde Nonnweiler im Landkreis St. Wendel (Saarland). Bis Ende 1973 war Bierfeld eine eigenständige Gemeinde.

## Lage
Der Ort liegt nordwestlich des Hauptortes Nonnweiler an der Anschlussstelle „Nonnweiler/Bierfeld“ der Bundesautobahn 1. Südwestlich von Bierfeld liegt Sitzerath.
Aufgrund der Lage ergeben sich verkehrsgünstige Verbindungen mit dem Auto nach Trier (über A1 45 km), nach Saarbrücken (über A1 55 km), nach Kaiserslautern (über A62 75 km) und nach Luxemburg-Stadt (über A1 90 km).
Der Ort liegt am Primstal-Radweg. Die Hochwaldbahn hatte einen Haltepunkt in Bierfeld.

## Geschichte
Der Ort wird als „Burewelt“ Anfang des 13. Jahrhunderts erstmals erwähnt.
Im Rahmen der saarländischen Gebiets- und Verwaltungsreform wurde die bis dahin eigenständige Gemeinde Bierfeld am 1. Januar 1974 der Gemeinde Nonnweiler zugeordnet.

## Politik
Ortsvorsteher ist Thomas Lauer, SPD.
Der Ortsrat Bierfeld mit neun Sitzen setzt sich nach der Kommunalwahl vom 9. Juni 2024 bei einer Wahlbeteiligung von 76,6 % wie folgt zusammen:
- SPD: 59,93 % = 5 Sitze
- CDU: 40,07 % = 4 Sitze

## Sonstiges
Im Nordwesten Bierfelds ist das Werk „Maasberg“ der Firma Diehl Defence angesiedelt. Außerdem hat die Firma Haas GmbH Fleisch- und Wurstwaren hier mit einer kleinen Metzgerei begonnen.
In Bierfeld sind folgende Vereine tätig:
- Freiwillige Feuerwehr
- Bulldog-Verein Bierfeld (BVB)
- Kolping-Kapelle Nonnweiler / Bierfeld
- Jugendclub Bierfeld
- Schweizer Sennenhundfreunde Bierfeld e. V.
- Obst- und Gartenbauverein
- Katholische Frauengemeinschaft Nonnweiler-Bierfeld

In diesem Dorf gibt es außerdem eine Parkanlage mit
- einem kleinen Weiher und einer dazugehörigen Hütte
- Spiel- und Bolzplatz

Für Veranstaltungen hat das Dorf ein mietbares Bürgerhaus, in dem auch der Jugendclub Bierfeld zuhause ist. Außerdem sehenswert ist die katholische Kirche St. Wendelinus mit ihrer großen Buntglasfassade „Christus Weltenrichter“.